# Jacob Mellis
Jacob Mellis (Nottingham, 8 gennaio 1991) è un ex calciatore inglese, di ruolo centrocampista.

## Caratteristiche tecniche
Centrocampista centrale, può essere schierato come esterno su entrambe le fasce.

## Carriera

### Club
Con il Chelsea ha giocato una partita nella UEFA Champions League 2010-2011; in seguito ha giocato nella seconda divisione inglese con le maglie di Barnsley e Blackpool.

### Nazionale
Ha giocato nelle nazionali giovanili inglesi Under-16, Under-17 ed Under-19.